# William Slavens McNutt
Pour les articles homonymes, voir McNutt.
William Slavens McNutt est un scénariste américain né le 12 septembre 1885 à Urbana (Illinois) et mort le 25 janvier 1938 à La Cañada Flintridge (Californie).

## Biographie
Après avoir travaillé très jeune, poussé en cela par son père pasteur presbytérien, il s'inscrit à l'Emerson College à Boston, où il suit des cours d'art dramatique et joue dans des petites compagnies théâtrales. Il voyage ensuite au Canada et en Alaska en faisant divers métiers, y compris bûcheron. Il commence à écrire des nouvelles à la même époque.
En 1914, il est envoyé en Europe comme correspondant de guerre. En 1930 il rejoint Hollywood, avec un contrat chez Paramount Pictures.

## Filmographie
- 1922 : Une idylle dans le métro (The Wise Kid) de Tod Browning
- 1923 : Trifling with Honor de Harry A. Pollard
- 1926 : The Quarterback de Fred C. Newmeyer
- 1929 : Force de John Cromwell
- 1930 : Désemparé de Rowland V. Lee
- 1930 : Tom Sawyer de John Cromwell
- 1930 : The Light of Western Stars de Otto Brower et Edward H. Knopf
- 1930 : Young Eagles de William A. Wellman
- 1930 : Dangerous Paradise de William A. Wellman
- 1930 : Plein Gaz de A. Edward Sutherland
- 1931 : Pénitencier de femmes (en) de Marion Gering
- 1931 : Touchdown de Norman Z. McLeod
- 1931 : Huckleberry Finn de Norman Taurog
- 1931 : Tropennächte de Leo Mittler
- 1931 : Niebezpieczny raj (pl) de Ryszard Ordyński
- 1931 : Gun Smoke de Edward Sloman
- 1931 : Le Loup du ranch de Edward Sloman
- 1932 : Si j'avais un million de Ernst Lubitsch, Norman Z. McLeod, James Cruze, et al.
- 1932 : Le Provocateur de Stephen Roberts
- 1932 : The Broken Wing (en) de Lloyd Corrigan
- 1932 : Strangers in Love de Lothar Mendes
- 1932 : The Night of June 13 de Stephen Roberts
- 1933 : Hell and High Water (en) de Grover Jones et William Slavens McNutt
- 1933 : Tillie and Gus de Francis Martin
- 1933 : Un dimanche après-midi de Stephen Roberts
- 1934 : Ready for Love (en) de Marion Gering
- 1934 : Mrs. Wiggs of the Cabbage Patch de Norman Taurog
- 1934 : You Belong to Me de Alfred L. Werker
- 1935 : Harmonie volée (en) de Alfred Werker
- 1935 : Les Trois Lanciers du Bengale de Henry Hathaway
- 1936 : Ma femme américaine (en) de Harold Young
- 1936 : Séquestrée de Harold Young
- 1937 : Pension d'artistes de Gregory La Cava
- 1939 : Le Retour du gangster (en) de Kurt Neumann
- 1942 : Mrs. Wiggs of the Cabbage Patch (en) de Ralph Murphy

## Nominations
- Oscars du cinéma 1932 : Oscar de la meilleure histoire originale pour Le Provocateur
- Oscars du cinéma 1936 : Oscar du meilleur scénario adapté pour Les Trois Lanciers du Bengale